# Parker Foo
Parker Foo (chinesisch 福·帅, Pinyin Fú Shuài; * 12. September 1998 in Edmonton, Alberta) ist ein kanadischer Eishockeyspieler mit chinesischer Staatsbürgerschaft, der seit September 2020 bei den Shanghai Dragons aus der Kontinentalen Hockey-Liga (KHL) unter Vertrag steht und dort auf der Position des linken Flügelstürmers spielt. Sein älterer Bruder Spencer Foo ist ebenfalls professioneller Eishockeyspieler.

## Karriere
Foo verbrachte seine Juniorenzeit zwischen 2015 und 2017 in der unterklassigen kanadischen Juniorenliga Alberta Junior Hockey League (AJHL). Nach einigen Einsätzen für die Bonnyville Pontiacs zum Ende der Spielzeit 2014/15 und zum Beginn der Saison 2015/16 wechselte der Stürmer innerhalb der Liga zu den Brooks Bandits, mit denen Foo in den Jahren 2016 und 2017 jeweils die Meisterschaft in Form des Rogers Wireless Cup gewann. Damit qualifizierte sich das Team für den Royal Bank Cup, dessen Gewinn der Mannschaft aber verwehrt blieb. Im Anschluss an seine zwei Spieljahre in der AJHL wurde Foo im NHL Entry Draft 2017 in der fünften Runde an 144. Stelle von den Chicago Blackhawks aus der National Hockey League (NHL) ausgewählt. Er wechselte jedoch zunächst ans Union College, wo er in den folgenden drei Jahren seinem Studium nachging. Parallel lief er in diesem Zeitraum für das Eishockeyteam der Hochschule auf.
Im September 2020 erhielt der Kanadier ein Vertragsangebot des chinesischen Klubs Kunlun Red Star, der am Spielbetrieb der Kontinentalen Hockey-Liga (KHL) teilnimmt. Dort war sein älterer Bruder Spencer Foo bereits seit dem Vorjahr aktiv. Vor dem Hintergrund der COVID-19-Pandemie absolvierte Parker Foo zwei Spielzeiten für den Klub in der KHL. In den folgenden Jahren wurde sein auslaufender Vertrag mehrfach verlängert. Im Sommer 2025 benannte sich das Team nach dem Umzug nach Shanghai in Shanghai Dragons um.

### International
Im Februar 2022 lief Foo unter dem Namen Fu Shuai für die chinesische Nationalmannschaft bei den Olympischen Winterspielen in Peking auf. Dabei erzielte er im Vorrundenspiel gegen Deutschland den Treffer zum zwischenzeitlichen 1:3, der gleichbedeutend mit dem ersten Treffer der Chinesen bei einem olympischen Eishockeyturnier war. Ebenso spielte der Stürmer bei der Weltmeisterschaft der Division IIA 2022, bei der die chinesische Mannschaft souverän den Aufstieg in die Division IB schaffte. Mit zehn Scorerpunkten stellte er gemeinsam mit dem Niederländer Nick Verschuren in dieser Statistik den Turnierbestwert auf. Ebenso war er mit Verschuren sowie seinen Landsmännern Luke Lockhart und Yan Juncheng auch bester Torschütze. In der Folge stand Foo im Aufgebot bei der Weltmeisterschaft der Division IB 2023.

## Erfolge und Auszeichnungen
- 2016 Rogers-Wireless-Cup-Gewinn mit den Brooks Bandits
- 2017 Rogers-Wireless-Cup-Gewinn mit den Brooks Bandits

### International
- 2022 Aufstieg in die Division IB bei der Weltmeisterschaft der Division IIA
- 2022 Topscorer der Weltmeisterschaft der Division IIA (gemeinsam mit Nick Verschuren)
- 2022 Bester Torschütze der Weltmeisterschaft der Division IIA (gemeinsam mit Nick Verschuren, Luke Lockhart und Yan Juncheng)

## Karrierestatistik
Stand: Ende der Saison 2024/25

### International
Vertrat die Volksrepublik China bei:
- Olympischen Winterspielen 2022
- Weltmeisterschaft der Division IIA 2022
- Weltmeisterschaft der Division IB 2023

(Legende zur Spielerstatistik: Sp oder GP = absolvierte Spiele; T oder G = erzielte Tore; V oder A = erzielte Assists; Pkt oder Pts = erzielte Scorerpunkte; SM oder PIM = erhaltene Strafminuten; +/− = Plus/Minus-Bilanz; PP = erzielte Überzahltore; SH = erzielte Unterzahltore; GW = erzielte Siegtore; 1 Play-downs/Relegation; Kursiv: Statistik nicht vollständig)